# Евразийска плоча
Евразийската плоча (също Евроазиатска плоча) е тектонска плоча, включваща по-голямата част от континента Евразия (земната маса на традиционните континенти Европа и Азия), с изключение на Индийския субконтинент, Арабския субконтинент и областта на изток от хребета Черски в Североизточен Сибир. Плочата включва и океанската кора, разпростираща се на запад до Средноатлантическия хребет и на север до хребета Гекел.
Източната ѝ част граничи със Северноамериканската плоча на север и с Филипинската плоча на юг и вероятно с Охотската и с Амурската плоча. Южната част граничи с Африканската плоча на запад, Арабската плоча по средата и Индо-Австралийската плоча на изток. Западната част е дивергентна граница със Северноамериканската плоча, образувайки най-северната част на Средноатлантическия хребет, който е възседнат от Исландия. Всичките вулканични изригвания в Исландия, като това от 1973 г. на Елдфел и това от 2010 г. на Ейяфятлайокутъл, се предизвикват от отдалечаването на Северноамериканската и Евразийската плочи.
Геодинамиката на Централна Азия се диктува главно от взаимодействието на Евразийската и Индийската плочи. В тази област са идентифицирани много подплочи или блокове от кора, които образуват транзитни зони в Централна и Източна Азия. В района на Средиземноморието се наблюдава зона на субдукция на Африканската плоча под Евразийската.